# Go Min-si

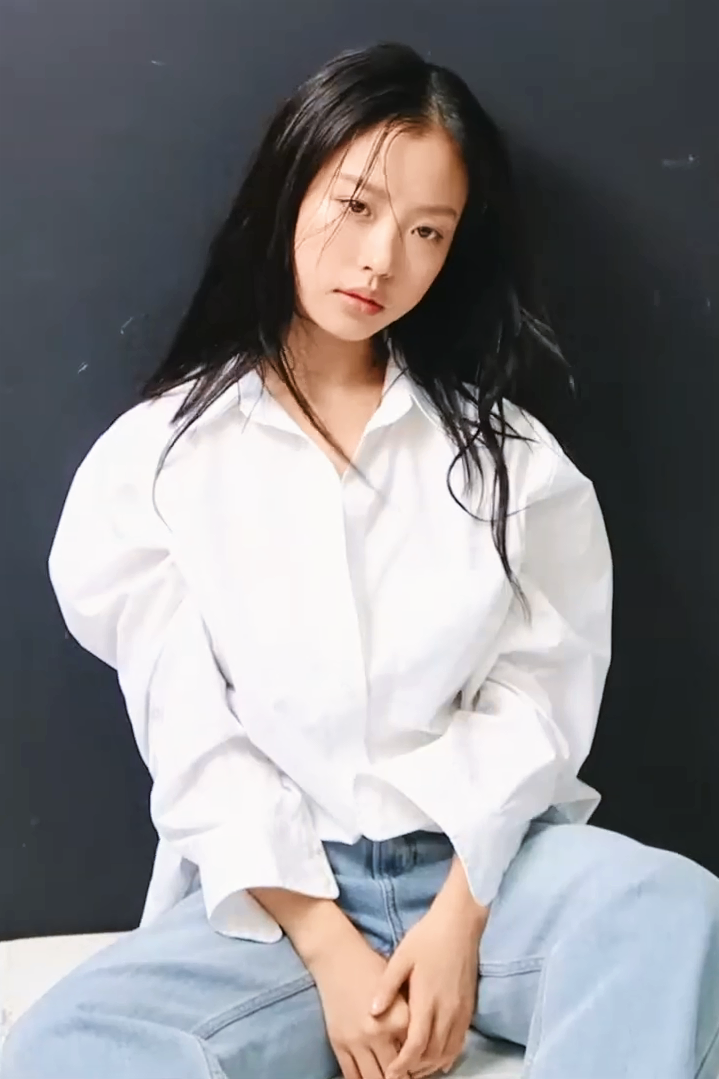
Go Min-si nel 2020, per l'edizione sudcoreana di Marie Claire.

Go Min-si (고민시?, Go Min-siLR, Ko MinsiMR; Seul, 15 febbraio 1995) è un'attrice sudcoreana.

## Biografia
Nel 2016 Go Min-si ha debuttato come regista nel film Pyeonghaeng soseol, nel quale ha anche recitato. Nello stesso anno ha ottenuto popolarità per essere apparsa nella terza stagione della web serie 72 cho. Nel 2017, ha recitato nella web serie Wanjeon mugyeol, geunom. La giovane ha fatto il suo debutto televisivo nel drama Yeopgijeog-in geunyeo, partecipando poi alla seconda stagione di Hello, My Twenties! e al drama fantasy Meloholic.
Nel 2018, Go Min-si ha fatto un cameo nella sitcom Eurachacha Waikiki e nella serie drammatica Live. Inoltre si è anche unita al cast del film televisivo Ithyeonjin gyejeol, facente parte della nona stagione del contenitore della KBS Drama Special, e ha recitato nella serie thriller Haneur-eseo naerineun ir-eokgae-ui byeol, e nei film Cheese in the Trap e Manyeo. Per quest’ultimo è stata nominata "Miglior attrice non protagonista" alla cinquantacinquesima edizione dei Grand Bell Awards e ha vinto il "Popular Star Award" alla settima edizione dei Korea Best Star Awards.
Nel 2019 Go ha narrato il film d'azione Bong-odong jeontu, e ha recitato nel drama Secret Boutique. Ha anche avuto un ruolo secondario nella serie di Netflix Love Alarm, dove ha interpretato il personaggio di Park Gul-mi, la cugina della protagonista. Nel 2020 è apparsa nella serie Netflix Sweet Home. Nel maggio 2021 è co-protagonista nella serie O-wor-ui cheongchun.

## Filmografia

### Cinema
- Cheese in the Trap (치즈 인 더 트랩), regia di Kim Je-young (2018)
- Manyeo (마녀), regia di Park Hoon-jung (2018)
- Bong-odong jeontu (봉오동 전투), regia di Won Shin-yun (2019)
- Set Play (세트플레이), regia di Moon Seung Wook (2020)
- Decision to Leave (헤어질 결심), regia di Park Chan-wook (2022)

### Televisione
- Meloholic (멜로홀릭) – serie TV (2017)
- Live (라이브) – serie TV (2018)
- Haneur-eseo naerineun ir-eokgae-ui byeol (하늘에서 내리는 일억개의 별) – serie TV (2018)
- Love Alarm (좋아하면 울리는) – serie TV (2019-2021)
- Secret Boutique (시크릿 부티크) – serie TV (2019)
- Sweet Home (스위트홈) – serie TV (2020)
- O-wor-ui cheongchun (오월의 청춘) – serie TV (2021)
- Jirisan (지리산) – serie TV (2021)
- Se un albero cade in una foresta (아무도 없는 숲속에서?, Amudo eomneun supsog-eseoLR) – serie TV (2024)
- Tastefully Yours (당신의 맛?) – serie TV (2025)